# Fantaman/La forza del bene
Fantaman/La forza del bene  è un singolo discografico del gruppo Superband, pseudonimo del gruppo Superobots pubblicato nel 1981.

## Descrizione
Il brano Fantaman era la sigla dell'anime omonimo, ed è attribuito a Cleffer-Ronnieross, pseudonimi utilizzati dall'autore Vincenzo Petti.
Come racconta lo stesso Bruno Tibaldi, fu lui il principale autore del brano, preferendo però non comparire nei crediti in quanto funzionario della EMI, casa discografica del brano. L'incisione risale al 1980, perché nel 1981, anno di pubblicazione, Bruno Tibaldi non lavorava più per la EMI.
Il brano è cantato da Douglas Meakin con Roberta Petteruti ai cori.
La forza del bene è un brano musicale ispirato alla serie, scritto da Paolo Stefanini su musica e arrangiamento di Douglas Meakin e Mike Fraiser, quest'ultimo accreditato come Frazer sul 45 giri.
Entrambi i brani sono stati inseriti nella compilation Super Video Stars.

## Tracce
1. Fantaman (Cleffer-Ronnieross e Bruno Tibaldi)
2. La forza del bene (Paolo Stefanini, Douglas Meakin e Mike Fraiser)